# The Course of Empire (Album)
The Course of Empire ist das dritte Studioalbum der deutschen Heavy-/Epic-Doom-Band Atlantean Kodex. Es erschien am 13. September 2019 über Ván Records.

## Entstehung
Laut Sänger Markus Becker passierte in den ersten drei Jahren nach der Veröffentlichung des Vorgängeralbums The White Goddess nicht viel. Erst danach begannen die Arbeiten an einem neuen Album, die laut Becker zunächst zäh und langsam vorangingen. Erst als Anfang 2018 die ersten Songs fertig gestellt wurden, gingen die Arbeiten schneller voran. Gleichzeitig passierten laut Manuel Trummer in den vergangenen Jahren unheimlich viele Dinge, die wichtiger waren als Musik wie Geburten, Krankheiten, Umzüge, Arbeitsplatzwechsel oder Todesfälle. Darüber hinaus musste die Band ihr eigenes Studio aufgeben, in dem bereits einige Lieder des neuen Albums aufgenommen worden sind. Laut Manuel Trummer stand die Band zu diesem Zeitpunkt vor der Auflösung.
Sven Dinninghoff von Ván Records habe dann die Band ermutigt, weiterzumachen. Aufgenommen wurde das Album im bandeigenen Studio und wurde auch von der Band produziert. Im Mai 2019 verkündete die Band die freundschaftliche Trennung vom Gitarristen Michael Koch. Koch litt schon seit längerer Zeit unter starken Gelenkschmerzen und konnte einige Konzerte nur nach Einnahme von starken Schmerzmitteln absolvieren. Kochs Nachfolgerin wurde Coralie Baier von der Band Antipeewee. Da das Album bei ihrem Einstieg in die Band bereits so gut wie fertig aufgenommen war, ist von Baier nur ein Gitarrensolo zu hören. Das Albumcover wurde von Mariusz Lewandowski entworfen. Jeff Black von der Band Gatekeeper steuerte für das Lied People of the Moon (Dawn of Creation) ein Gitarrensolo bei. Das Outro Die Welt von Gestern (Abendland) wurde von Saša Stanišić gesprochen und enthält Auszüge aus dessen Werk Vor dem Fest.

## Hintergrund
Laut Manuel Trummer sollte das Album ursprünglich den Namen Abendland tragen. In den Texten sollte gezeigt werden, wie Europa durch laufende Auseinandersetzungen mit dem Orient und Asien entstanden ist. Hierbei sollte es um Beispiele wie Philosophie, Medizin, Literatur, Architektur und dem Christentum gehen. Nach kurzer Zeit stellte Trummer fest, dass sich die Texte eher mit dem Aufstieg und Niedergang von Zivilisationen beschäftigen. Zudem befürchtete Trummer, dass ein Titel wie Abendland politisch vereinnahmt hätte werden können.

„Man hat ja manchmal tatsächlich den Eindruck, man müsste seine Kunst heute förmlich vor all dieser pubertären ideologischen Vereinnahmung und dem bildungsfernen Furor schützen.“

Lediglich die Lieder Lion of Chaldea (The Heroes Journey) und A Secret Byzantinum (Numbered as Sand and the Stars) beschäftigen sich mit der ursprünglich geplanten Thematik. Der Albumtitel The Course of Empire bezieht sich auf die gleichnamige Bilderserie des US-amerikanischen Malers Thomas Cole, der in fünf Bildern die Entwicklung von Zivilisationen von der Gründung bis zum Fall beschreibt. Ursprünglich dachte die Band darüber nach, eines der fünf Bilder der Serie für das Albumcover zu verwenden. Allerdings würde laut Manuel Trummer jedes einzelne Bild nur einen Abschnitt der Geschichte wiedergeben. Außerdem waren die Bilder von Thomas Cole bisher schon von der Band Candlemass verwendet worden.
Das Intro The Alpha and the Occident (Rising from Atlantean Tombs) ist Mark Shelton, dem 2018 verstorbenen Sänger der Band Manilla Road gewidmet. People of the Moon (Dawn of Creation) wurde von den Bran-Mak-Morn-Geschichten des Schriftstellers Robert E. Howard inspiriert, in denen es um eine steinzeitliche, europäische Urbevölkerung geht. Lion of Chaldea (The Heroes Journey) bezieht sich auf das äthiopische Henochbuch und handelt von dem Entstehen der ersten Zivilisationen. Chariots (Descending from Zagros) befasst sich mit dem Thema Krieg.

„Die Streitwagen rollen schon seit Tausenden von Jahren. Krieg ist eine Konstante der Geschichte, seit Menschen Dinge besitzen und besitzen wollen.“

Das Lied A Secret Byzantinum (Numbered as Sand and the Stars) wurde inspiriert durch die Bücher Secret Europe und Inner Europe vom Mark Valentine und John Howard. Die Autoren entwerfen dabei das Bild einer gemeinsamen europäischen Kultur, die von Gelehrten in Verborgenheit bewahrt wird. He Who Walks Behind the Years (Place of Sounding Drums) beschäftigt sich mit Spiritualität, Heimatsuche und Außenseitertum. Spell of the Western Sea (Among Wolves and Thieves) wurde von den Dichtern Friedrich Hölderlin und Georg Trakl inspiriert.

## Rezeption
Das deutsche Magazin Deaf Forever wählte The Course of Empire zum besten Album der Ausgabe. Michael Kohsiek beschrieb das Werk als ein „übermächtiges Album, das die gesamte metallische Konkurrenz unangespitzt in den Bodem rammt“. Die Band habe die lange Pause seit dem letzten Album „perfekt genutzt, um Stücke zu schreiben, die noch jahrelang als Blaupause für ein ganzes Genre fungieren werden“. Kohsiek vergab mit zehn von zehn Punkten die Höchstnote. Jens Peters vom deutschen Magazin Rock Hard vergab ebenfalls zehn von zehn Punkten. Die Songs „begeistern nicht nur mit komplex ausgefeilter Kompositionskunst, mitreißenden Melodien und einer Liebe fürs Detail […], sondern sie wirken auch - im positivsten Sinne - wunderbar anachronistisch“. Das Album sei „[a]temberaubend schön, unfassbar mitreißend, über alle Maßen bewegend“.
Colin Büttner vom Onlinemagazin Metal.de schrieb, dass das neue Album „eine gute Platte“ sei, die „die Fanbasis blind abgreifen kann“. Allerdings seien die „zwingenden Melodien, die die beiden Vorgänger noch ausgemacht haben, […] heuer nur noch marginal vorhanden“. Es bleibe „ein etwas fader Beigeschmack, und man hat das Gefühl, dass der Kodex hier etwas zu ambitioniert ans Werk gegangen ist“. Büttner vergab acht von zehn Punkten.
The Course of Empire stieg auf Platz 49 der deutschen Albumcharts ein.